# David Stein
David Stein (* 27. Januar 1935 als Henri Haddad in Alexandria, Ägypten; † im Oktober 1999 in Bordeaux, Frankreich)  war ein zumeist in den USA lebender französischer Maler, Kunsthändler und Kunstfälscher.

## Leben und Wirken
Stein begann früh, sich in die stilistischen Besonderheiten seiner malerischen Vorbilder einzufühlen und Werke in der Manier von Pablo Picasso, Marc Chagall, Paul Matisse, Georges Braque, Paul Klee, Joan Miró, Jean Cocteau und Georges Rouault zu schaffen.
Als 1967 eine seiner Fälschungen aufgedeckt wurde, wurde Stein trotz mangelnder Kooperation von Kunsthändlern und Sammlern in sechs Fällen der Fälschung für schuldig gesprochen und zu einer Haftstrafe verurteilt.
Nach Ableistung seiner Strafe wurde Stein nach Frankreich abgeschoben, wo er eine weitere Haftstrafe abzusitzen hatte. Stein malte auch während seiner Haftstrafen. In der Folge signierte er seine „nachempfundenen“ Werke mit eigenen Namen.
Steins erste Ehefrau publizierte 1973 das Buch Three Picassos Before Breakfast über ihre Erfahrungen in der Kunstwelt. Dies führte in den 1980er Jahren zu beruflichen Aktivitäten Steins im Umfeld von Hollywood. Alan Rudolph, Regisseur des Films Wilde Jahre in Paris (The Moderns) mit David Carradine und Linda Fiorentino, engagierte ihn für die Rolle eines Kunstkritikers im Paris der 1920er Jahre. Stein lieferte auch die im Film verwendeten Bilder.
David Stein starb im Oktober 1999 im Alter von 64 Jahren an einem Krebsleiden.